# Pons-Joseph Bernard
Pour les articles homonymes, voir Bernard.
Pons-Joseph Bernard, né à Trans-en-Provence le 18 juillet 1742 et mort dans la même ville le 29 juillet 1816, est un naturaliste français.

## Biographie
Pons-Joseph Bernard est membre de la congrégation de l'Oratoire et professeur de physique à Toulon. Dès 1773 il se fait connaître par l'obtention du prix de l'Académie de Marseille pour son étude sur La meilleure manière de cultiver le figuier, les causes de son dépérissement et les meilleurs moyens d'y remédier. N'ayant pas été ordonné prêtre, il quitte l'ordre de l'Oratoire avant 1777. Il est également lauréat d'autres concours visant différents sujets :
- en 1777 : Quelle est la meilleure manière de cultiver l'amandier ?
- en 1778 : Les engrais que la Provence peut fournir : moyens de les employer.
- en 1779 : Avantages et inconvénients de l'emploi des charbons de pierre ou de bois.

Grâce à ces mémoires ce savant aux connaissances si variées retient l'attention des membres de l'Académie de Marseille qui le font membre de leur association le 14 août 1782. Dans sa séance du 25 août 1782 l'académie de Marseille couronne le mémoire de Mr. Bernard sur La culture de l'olivier et accorde un accessit à deux autres mémoires, l'un présenté par Mr. Amoreux de la Société royale de Montpellier et l'autre par l'abbé Claude Couture (1738-1817), curé de Miramas. Ces trois mémoires seront publiés par l'Académie dans un même volume en 1783, avec les titres respectifs suivants :
- Mémoire pour servir à l'histoire naturelle de l'olivier, dans lequel on trouve la physique de cet arbre, la notice des principales variétés qu'on cultive dans la province, sa culture, l'histoire des insectes qui se nourrissent de ses productions et la meilleure manière d'extraire l'huile d'olive, tant pour la quantité que pour la qualité : 258 p.
- Mémoire sur la culture de l'olivier et la manière d'extraire l'huile des olives : 253 p.
- Mémoire complet sur la culture de l'olivier, la manière de la tailler pour qu'il rapporte annuellement des fruits en quantité plus égale, la meilleure manière d'extraire l'huile des olives tant pour la quantité que pour la qualité, avec une notice des différents noms qu'on donne à chacune des différentes espèces d'olives dans les différents lieux de la Provence : 99 p.

En 1788 Bernard fera publier en deux volumes une nouvelle version augmentée de son mémoire sur l'olivier par les éditions Didot ; il y formule des accusations assez vives contre les deux autres concurrents qui, les premiers, l'avaient rudement attaqué.

## Œuvres
- Pons-Joseph Bernard, Mémoire pour servir à l'histoire naturelle de l'olivier, Aix-en-Provence, Imprimerie Jean-Balthazard Mouret, 1783, 258 p. (lire en ligne).
- Pons-Joseph Bernard, Mémoire sur les engrais que la Provence peut fournir, Marseille, Antoine Favet, imprimeur du Roi et de l'Académie, 1778, 199 p..